# Тринкуло (спутник)
Тринкуло (англ. Trinculo) — нерегулярный спутник планеты Уран с обратным орбитальным обращением.
Назван по имени персонажа из пьесы Шекспира «Буря».
Также обозначается как Уран XXI.

## История открытия
Тринкуло был открыт 13 августа 2001 года Мэтью Холманом, Джоном Кавеларсом и Дэном Милисавлевичем с помощью 4-метрового рефлектора в Межамериканской обсерватории Серро-Тололо.
25 августа того же года Кавеларс получил подтверждающие снимки с помощью телескопа «Канада-Франция-Гавайи» в обсерватории Мауна-Кеа.
Спутник получил временное обозначение S/2001 U 1.
Собственное название было присвоено 8 августа 2003 года.